# Alexandre-Angélique de Talleyrand-Périgord
Alexandre Angélique de Talleyrand-Périgord, nacido el 18 de octubre de 1736 en Paris y fallecido el 20 de octubre de 1821 en el mismo lugar , es un hombre de Iglesia y un político francés.
Es el tío paterno de Charles-Maurice de Talleyrand-Périgord (1754-1838).

## Estudios
Alexandre Angélique de Talleyrand-Périgord asistió al colegio jesuita en La Flèche en Sarthe. Continuó en el seminario de Saint-Sulpice en París donde se graduó con una licencia en teología luego en la facultad de derecho en Reims donde obtuvo una licencia in utroque jura es decir de derecho canónico y derecho civil.

## Antecedentes eclesiásticos
Talleyrand-Périgord fue ordenado sacerdote en 1761. Fue capellán del rey de 1761 a 1766. Fue vicario general del obispado de Verdún en 1762. El 27 de diciembre de 1766, fue nombrado obispo in partibus de Trajanopolis y coadjutor del arzobispo de Reims.
Fue elevado a la archidiócesis de Reims el 27 de octubre de 1777. También fue abad comendador de la Abadía de Notre-Dame de Cercamp (Abadía de Cercamps) de 1777 a 1789.
Habiendo rechazado el régimen de concordato francés en 1801, se negó a renunciar a la archidiócesis de Reims; lo hace después de la Restauración, el 8 de noviembre de 1816. Se convirtió en Gran Capellán del rey Luis XVIII en el exilio de 1808, continuando en esta posición después de la Restauración de 1814 y hasta su muerte.
El Papa Pío VII lo creó cardenal durante el consistorio de 28 de julio de 1817. Luego fue nombrado Arzobispo de París el 1 de octubre de 1817, pero solo fue instalado en 1819).

## Antecedentes políticos
Talleyrand-Périgord fue miembro de la Asamblea del Clero de 1780 a 1788, miembro de la Asamblea de Notables en 1787 y Diputado de la Clero a los Estados generales de 1789 para la senescalsia de Reims.
Es el representante del Conde de Provenza (futuro Luis XVIII) exiliado en Polonia (1803).
En 1815, se convirtió en par de Francia.
Es uno de los principales artífices del concordato del 11 de junio de 1817.

## Emigración
Habiendo emigrado en 1790, después de la Constitución Civil del Clero, vivió sucesivamente en Aix-la-Chapelle, Weimar y  Braunschweig. Su secretario era entonces el padre Nicolas Baronnet (1744-1820), párroco de Cernay-en-Dormois (Marne). Volviendo a Francia durante la Primera Restauración, siguió a Luis XVIII en su exilio de Gante en 1815s durante los Cien Días.